# Královéhradecký kraj
Der Královéhradecký kraj (deutsch Königgrätzer Region) ist eine der 14 Regionen in Tschechien. Die Region liegt im Nordosten Böhmens. Verwaltungssitz ist Hradec Králové (deutsch Königgrätz).
Die Region ist in fünf Bezirke eingeteilt: Hradec Králové, Jičín, Náchod, Rychnov nad Kněžnou und Trutnov.
Zu ihr gehören auch das Riesengebirge, das Adlergebirge sowie das fruchtbare Elbtal. Im Riesengebirge befindet sich der höchste Berg Tschechiens, die Schneekoppe (1.602 m ü. M.).
Die Region besteht aus 448 Gemeinden und 43 Städten. Kleine Orte mit bis zu 500 Einwohnern machen 65 % aller Gemeinden aus. Die Bevölkerungsdichte beträgt 115 Einwohner/km² und liegt somit etwas niedriger als der Landesdurchschnitt.
An kulturellen und natürlichen Denkmälern gehört die Region zu den reichsten in der Republik. Zu den bedeutendsten gehört der Nationalpark Riesengebirge, das Nationale Naturschutzgebiet Adršpašsko-Teplické skály bei Broumov und das Flächennaturschutzgebiet Adlergebirge. Hinzu kommt eine große Anzahl kleinflächiger Naturschutzgebiete.
Mit etwa 550.800 Einwohnern belegt der Královéhradecký kraj Platz zehn in Tschechien. Er ist landwirtschaftlich-industriell geprägt. Im Nordosten ließ sich die Textilindustrie nieder. Der Fremdenverkehr wurde zum wichtigsten Wirtschaftsfaktor der Region.

## Statistische Kennzahlen (2002)
| Okres                     | Fläche [km²] | Einwohner1) | Durchschnittsalter1) [Jahre] | Gemeinden |
| ------------------------- | ------------ | ----------- | ---------------------------- | --------- |
| Okres Hradec Králové      | 0.875        | 163.269     | 43,0                         | 101       |
| Okres Jičín               | 0.887        | 079.493     | 42,7                         | 111       |
| Okres Náchod              | 0.851        | 110.518     | 42,7                         | 078       |
| Okres Rychnov nad Kněžnou | 0.998        | 078.772     | 42,2                         | 083       |
| Okres Trutnov             | 1.147        | 118.752     | 42,7                         | 075       |

1)am 1. Januar 2017
- Arbeitslosenquote (2017): 3,46 %
- Anteil am Bruttoinlandsprodukt (2001): 4,7 %

## Gliederung
Bezirksstädte
- Hradec Králové (Königgrätz)
- Jičín (Jitschin)
- Náchod (Nachod)
- Rychnov nad Kněžnou (Reichenau an der Knieschna)
- Trutnov (Trautenau)

Bezirke
- Okres Hradec Králové (Bezirk Königgrätz)
- Okres Jičín (Bezirk Jitschin)
- Okres Náchod (Bezirk Nachod)
- Okres Rychnov nad Kněžnou (Bezirk Reichenau an der Knieschna)
- Okres Trutnov (Bezirk Trautenau)

## Größte Städte
| Stadt                   | Einwohner (1. Januar 2017) |
| ----------------------- | -------------------------- |
| Hradec Králové          | 92.929                     |
| Trutnov                 | 30.680                     |
| Náchod                  | 20.149                     |
| Jičín                   | 16.448                     |
| Dvůr Králové nad Labem  | 15.839                     |
| Vrchlabí                | 12.502                     |
| Jaroměř                 | 12.442                     |
| Rychnov nad Kněžnou     | 11.004                     |
| Nové Město nad Metují   | 9.517                      |
| Nová Paka               | 9.165                      |
| Hořice                  | 8.601                      |
| Červený Kostelec        | 8.355                      |
| Broumov                 | 7.586                      |
| Nový Bydžov             | 7.043                      |
| Dobruška                | 6.791                      |
| Kostelec nad Orlicí     | 6.187                      |
| Týniště nad Orlicí      | 6.174                      |
| Hronov                  | 6.112                      |
| Třebechovice pod Orebem | 5.750                      |
| Úpice                   | 5.694                      |
| Chlumec nad Cidlinou    | 5.381                      |
| Česká Skalice           | 5.049                      |

## Politik
Landeshauptmann (Hejtman) der Region ist seit 2020 der ODS-Politiker und ehemalige tschechische Polizeipräsident Martin Červíček. Er löste den seit 2016 amtierenden Sozialdemokraten Jiří Štěpán, der  Lubomír Franc (2008–2016, ebenfalls ČSSD) ablöste. Diesem war der von 2000 bis 2008 amtierende Bürgerdemokrat Pavel Bradík vorausgegangen. Červíček ist damit der vierte Hejtman seit Gründung der Region im Jahr 2000.